# Werken (plaats)
Werken is een landelijk dorp centraal in de Belgische provincie West-Vlaanderen met zo'n duizend inwoners. Het is een deelgemeente van Kortemark. Werken was een zelfstandige gemeente tot aan de gemeentelijke herindeling van 1971 toen het fuseerde met Zarren, beiden werden echter al in 1977 deelgemeenten van Kortemark

## Etymologie
De eerste vermeldingen (Weretha) zijn aangetroffen in geschriften van de Abdij van Sint-Bertinus te Sint-Omaars. Deze stammen van 830. Het Oudnederlands woord "Weretha" stamt uit de tijd dat het dorp Werken nog aan de zee lag. Het woord is een zelfstandig naamwoord en de betekenis ervan kan gelijkgesteld worden aan het woord 'haven'. De letterlijke betekenis zou "wal aan het water" zijn.

## Geschiedenis
Werken had lang te maken met de invloed van de zee, het laaggelegen gebied dat nu de Vallei van de Handzamevaart heet. Vanaf het jaar 1000 werden dijken aangelegd die de invloed van de zee terugdrongen. Tot in de 12e eeuw stond de Handzamevaart onder invloed van de getijden. In de 11e eeuw zou de familie Mortagne ontstaan zijn, waaruit de heren van Werken voortkwamen. De heren bewoonden het mottekasteel de Hogen Andjoen.
In 1286 werd een Clarissenklooster gesticht. In 1295 verhuisde de Abdij Hemelsdale naar Werken. Deze werd bewoond door cisterciënzerzusters. De clarissen trokken naar Petegem. In 1578 werd het klooster vernield tijdens de godsdiensttwisten, en de zusters vluchtten naar Brugge.
Einde 17e eeuw had ook Werken te lijden van de Franse veroveringsdrang. Pas in 1713 werd de toestand weer genormaliseerd. Bij Barisdam (iets ten oosten van de lijn Werken-Zarren) konden schepen aanleggen, hetgeen voor enige bedrijvigheid zorgde. In de 19e eeuw was er ook scheepvaart naar de markt van Diksmuide.
Vanaf 1851 waren de zusters van Vincentius a Paulo in Werken gevestigd om onderwijs te verzorgen. In de 2e helft van de 19e eeuw was er een brouwerij en een jeneverstokerij.
Tijdens het einde van de Eerste Wereldoorlog werd er om Werken gevochten en op 16 oktober 1918 werd het dorp bevrijd. Er waren veel vernielingen, maar het dorp was niet geheel geruïneerd.
Tot 1925 was er nog scheepvaart op de Handzamevaart. Tijdens de Tweede Wereldoorlog werd, in 1943, de kerk verwoest.
Werken fuseerde begin 1971 met Zarren tot de gemeente Zarren-Werken, maar deze werd begin 1977 opgeheven en in de vorm van twee deelgemeenten bij de fusiegemeente Kortemark gevoegd.

## Geografie
De oppervlakte van Werken bedraagt ongeveer 9,79 km². Hiervan wordt het overgrote deel ingevuld als akkerland.
Het noordelijk deel van de deelgemeente is glooiend (Zandig Vlaanderen) met een hoogste punt van 19 meter nabij Edewalle, en een laagste punt van ongeveer 4 meter in de vallei van de Handzamevaart. De kom ligt op ongeveer 7 meter hoogte. Diverse beken, waaronder de Calvebeek, stromen naar het zuidwesten en wateren af in de Handzamevaart.
De Handzamevaart is een middelgrote beek die de Zarrenstraat en de Steenstraat kruist en uiteindelijk in de IJzer te Diksmuide uitmondt. Deze beek loopt te Werken door 'de Broeken', een als overstromingsgebied ingevulde oppervlakte. Heden ten dage wordt dit gebruikt als akkergebied. Tussen de Oude Gracht (Zarren) en de Handzamevaart bevindt zich een kanaal voorzien van een pompstation dat het overtollige water systematisch naar de Handzamevaart pompt.

## Demografische ontwikkeling
- Bronnen:NIS, Opm:1831 tot en met 1961=volkstellingen

## Bezienswaardigheden
- De gotische Sint-Martinuskerk, gelegen op de Neerhof van een motte (de "Hoge Andjoen"). De motte zelf ligt een twintigtal meter verder.
- Het Archeologisch Site-Museum.
- De Hogen Andjoen (een middeleeuwse motte) waar opgravingen geschied zijn waarbij een middeleeuwse waterput, te bezichtigen in Archeologisch Site-Museum, en andere artefacten gevonden werden.
- De Vrouwhillewal, een motte
- De Kruisstraatmolen of Berghes molen, een staakmolen uit 1773.

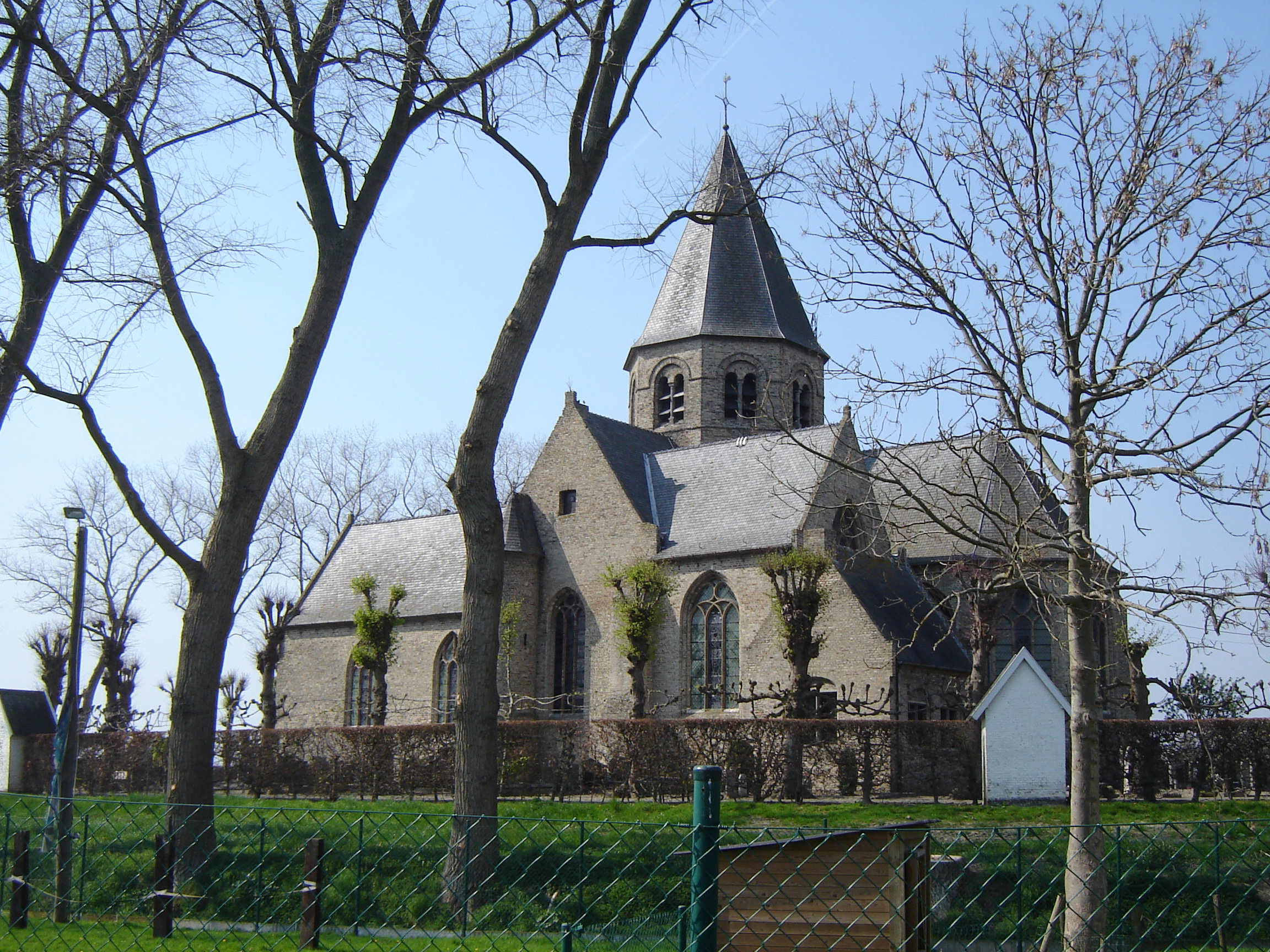
Sint-Martinuskerk
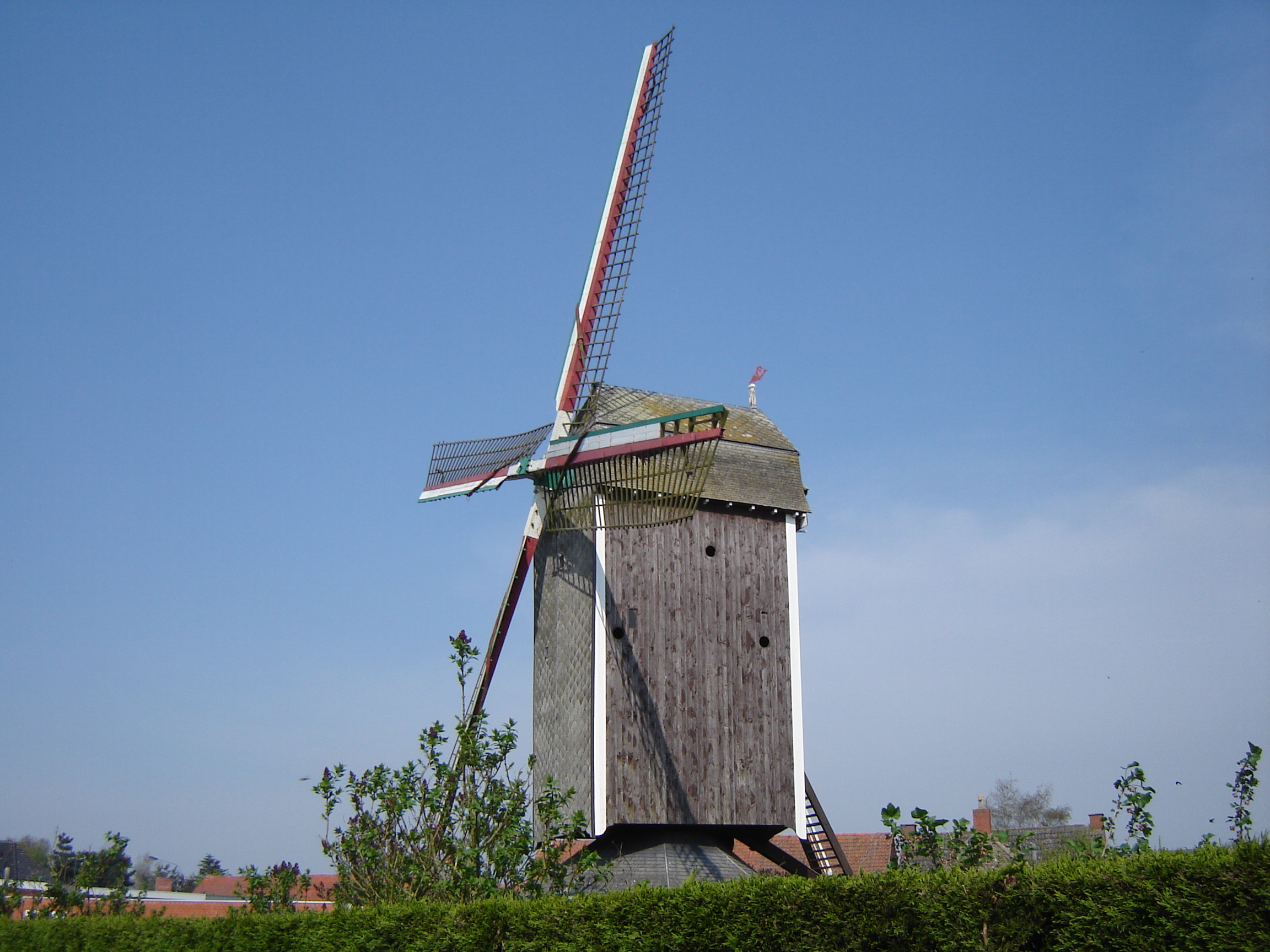
Kruisstraatmolen
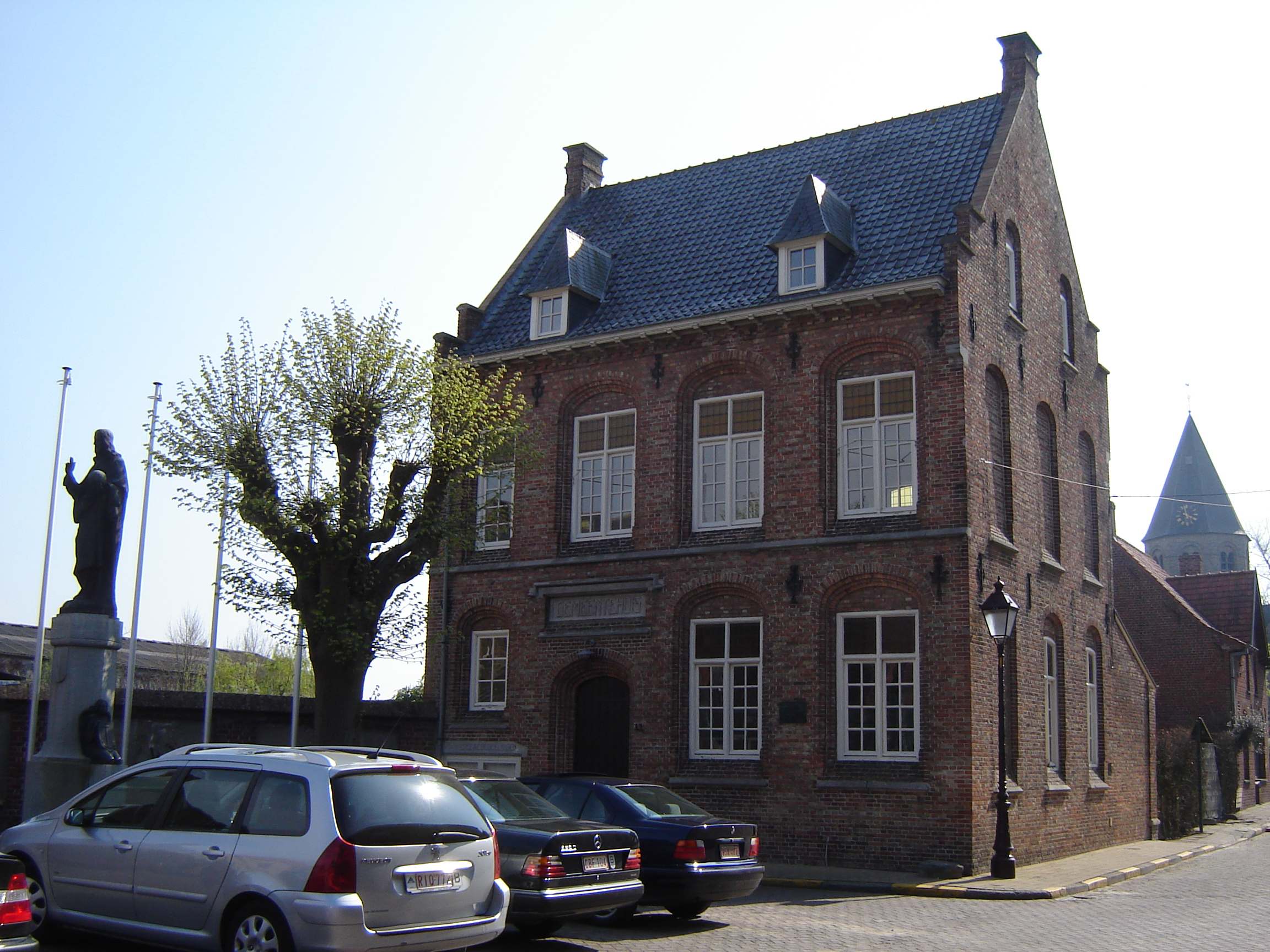
Voormalige gemeentehuis

## Verenigingsleven
- Jeugdhuis De Zunne
- Ontmoetingscentrum OC Hemelsdaele

## Trivia
In 2013 kreeg Werken de titel van Charmant dorp samen met 34 andere dorpen.

## Nabijgelegen kernen
Edewalle, Handzame, Bovekerke, Vladslo, Zarren